# Aeroroswidka
Aeroroswidka (ukrainisch Аеророзвідка, „Luftaufklärung“) ist eine Einheit der ukrainischen Bodentruppen, die sich auf Luftaufklärung und Drohnenkrieg spezialisiert hat. Sie wurde im Mai 2014 von einem Team gegründet, zu dem auch der ukrainische Bataillonskommandeur Natan Tschasin gehörte.  Ihr Gründer Wolodymyr Kotschetkow-Sukatsch war ein Investmentbanker, der 2015 im Donbass getötet wurde. Der Kommandeur der Einheit, Oberstleutnant Jaroslaw Hontschar, ist ein ehemaliger Soldat, der später als IT-Marketingberater arbeitete. Er kehrte nach der ersten russischen Invasion 2014 zur Armee zurück. Die Einheit besteht auch sonst weitgehend aus IT-Spezialisten und Ingenieuren, die ihre Fluggeräte über Spenden finanzieren und selbst bauen. Sie verwenden Starlink zur Kommunikation und Quads zur Fortbewegung.
Während des russischen Überfalls auf die Ukraine 2022 nahm Aeroroswidka nachts russische Streitkräfte ins Visier.